# Пвето
Пвето (фр. Pweto) - місто на південному сході Демократичної Республіки Конго, у провінції Катанга.

## Історія
Пвето був сценою вирішальної битви грудня 2000 року в ході Другої конголезької війни, яка змусила обидві сторони конфлікту приймати більше зусиль для досягнення миру. У ході війни інфраструктура міста і прилеглих районів була майже повністю зруйнована.

## Географія
Знаходиться на північній частині озера Мверу, на кордоні з Замбією, на висоті 951 м над рівнем моря . Річка Лувуа витікає з озера Мверу відразу на захід від Пвето і тече на північ аж до злиттям з річкою Луалаба у містечка Анкор. На захід від Пвето простягається гірський хребет Мітумба, що розділяє озеро Мверу і басейн річки Конго. Лувуа - єдина річка, прорізаюча цей хребет. На схід і північ від міста простягається родюча рівнина.
Середня річна температура в районі міста становить 23 °C. Річна норма опадів - 1080 мм, найбільш дощовий місяць - грудень. Найспекотніший місяць - жовтень, денні максимуми досягають 34 °C; найбільш прохолодний місяць - липень, його середня температура становить 20 °C.

## Населення
Населення за даними на 2012 рік становить 26 070 чоловік.

## Економіка і транспорт
Основу економіки Пвето становить рибальство у водах озера. Важливу роль відіграє також сільське господарство, основними продуктами якого є маніок, просо, кукурудза, арахіс і батат.
Обслуговується аеропортом Пвето, який знаходиться на захід від міста.